# 奈杰尔·哈里斯
奈杰尔·哈里斯（1935年—）， 英国经济学家， 专门从事大都市区域经济学研究。 伦敦大学学院城市经济学名誉教授。他还是欧洲政策中心“创意坦克（think tank）”国际移民研究项目的资深政策顾问。
于1959年和1962年，分别获得哲学、政治经济学的学士和硕士学位。于1963年，以《论英国保守党的经济和工业政策》的论文获得哲学博士学位。
哈里斯一度曾是英国社会主义工人党的领导人，编辑该党的出版物《国际社会主义》。
在最近的几年中，他为世界银行做了相当大量的工作。尽管哈里斯在其著作中，诸如：《匪夷所思：移民神话的破灭》（2001），支持并为移民immigration作辩护，但他在英国依然享有极高的知名度。他现在是RSA移民委员会的成员。